# Albo d'oro del campionato giapponese di calcio
La pagina elenca le squadre vincitrici del campionato giapponese di calcio, il cui massimo livello era inizialmente rappresentato dalla Japan Soccer League (disputata a regime amatoriale tra il 1965 e il 1992) e in seguito dalla J. League (disputata a regime professionistico a partire dal 1993).

## Albo d'oro

### Titoli in ordine cronologico

#### Japan Soccer League
| Stagione  | Vincitore             | Secondo posto     | Terzo posto         |
| --------- | --------------------- | ----------------- | ------------------- |
| 1965      | Toyo Kogyo (1)        | Nippon Steel      | Furukawa Electric   |
| 1966      | Toyo Kogyo (2)        | Nippon Steel      | Furukawa Electric   |
| 1967      | Toyo Kogyo (3)        | Furukawa Electric | Mitsubishi HI       |
| 1968      | Toyo Kogyo (4)        | Yanmar Diesel     | Mitsubishi HI       |
| 1969      | Mitsubishi HI (1)     | Toyo Kogyo        | Nippon Steel        |
| 1970      | Toyo Kogyo (5)        | Mitsubishi HI     | Hitachi Head Office |
| 1971      | Yanmar Diesel (1)     | Mitsubishi HI     | Nippon Steel        |
| 1972      | Hitachi (1)           | Yanmar Diesel     | Toyo Kogyo          |
| 1973      | Mitsubishi HI (2)     | Hitachi           | Yanmar Diesel       |
| 1974      | Yanmar Diesel (2)     | Mitsubishi HI     | Hitachi             |
| 1975      | Yanmar Diesel (3)     | Mitsubishi HI     | Hitachi             |
| 1976      | Furukawa Electric (1) | Mitsubishi HI     | Fujita Kogyo        |
| 1977      | Fujita Kogyo (1)      | Mitsubishi HI     | Hitachi             |
| 1978      | Mitsubishi HI (3)     | Yanmar Diesel     | Fujita Kogyo        |
| 1979      | Fujita Kogyo (2)      | Yomiuri           | Hitachi             |
| 1980      | Yanmar Diesel (4)     | Fujita Kogyo      | Furukawa Electric   |
| 1981      | Fujita Kogyo (3)      | Yomiuri           | Mitsubishi HI       |
| 1982      | Mitsubishi HI (4)     | Yanmar Diesel     | Furukawa Electric   |
| 1983      | Yomiuri (1)           | Nissan Motors     | Fujita Kogyo        |
| 1984      | Yomiuri (2)           | Nissan Motors     | Yamaha Motors       |
| 1985-1986 | Furukawa Electric (2) | Nippon Kokan      | Honda Motor         |
| 1986-1987 | Yomiuri (3)           | Nippon Kokan      | Mitsubishi HI       |
| 1987-1988 | Yamaha Motors (1)     | Nippon Kokan      | Mitsubishi HI       |
| 1988-1989 | Nissan Motors (1)     | ANA               | Yamaha Motors       |
| 1989-1990 | Nissan Motors (2)     | Yomiuri           | ANA                 |
| 1990-1991 | Yomiuri (4)           | Nissan Motors     | Honda Motor         |
| 1991-1992 | Yomiuri (5)           | Nissan Motors     | Yamaha Motors       |

#### J. League
| Stagione | Vincitore               | Finalista / Secondo Posto | Terzo Posto       |
| -------- | ----------------------- | ------------------------- | ----------------- |
| 1993     | Verdy Kawasaki (6)      | Kashima Antlers           | -                 |
| 1994     | Verdy Kawasaki (7)      | Sanfrecce Hiroshima       | -                 |
| 1995     | Yokohama Marinos (3)    | Verdy Kawasaki            | -                 |
| 1996     | Kashima Antlers (1)     | Nagoya Grampus            | Yokohama Flügels  |
| 1997     | Júbilo Iwata (2)        | Kashima Antlers           | -                 |
| 1998     | Kashima Antlers (2)     | Júbilo Iwata              | -                 |
| 1999     | Júbilo Iwata (3)        | Shimizu S-Pulse           | -                 |
| 2000     | Kashima Antlers (3)     | Yokohama F·Marinos        | -                 |
| 2001     | Kashima Antlers (4)     | Júbilo Iwata              | -                 |
| 2002     | Júbilo Iwata (4)        | Yokohama F·Marinos        | Gamba Osaka       |
| 2003     | Yokohama F·Marinos (4)  | Júbilo Iwata              | JEF United        |
| 2004     | Yokohama F·Marinos (5)  | Urawa Reds                | -                 |
| 2005     | Gamba Osaka (1)         | Urawa Reds                | Kashima Antlers   |
| 2006     | Urawa Reds (5)          | Kawasaki Frontale         | Gamba Osaka       |
| 2007     | Kashima Antlers (5)     | Urawa Reds                | Gamba Osaka       |
| 2008     | Kashima Antlers (6)     | Kawasaki Frontale         | Nagoya Grampus    |
| 2009     | Kashima Antlers (7)     | Kawasaki Frontale         | Gamba Osaka       |
| 2010     | Nagoya Grampus (1)      | Gamba Osaka               | Cerezo Osaka      |
| 2011     | Kashiwa Reysol (3)      | Nagoya Grampus            | Gamba Osaka       |
| 2012     | Sanfrecce Hiroshima (6) | Vegalta Sendai            | Urawa Reds        |
| 2013     | Sanfrecce Hiroshima (7) | Yokohama F·Marinos        | Kawasaki Frontale |
| 2014     | Gamba Osaka (2)         | Urawa Reds                | Kashima Antlers   |

#### J1 League
| Stagione | Vincitore               | Finalista / Secondo Posto | Terzo Posto         |
| -------- | ----------------------- | ------------------------- | ------------------- |
| 2015     | Sanfrecce Hiroshima (8) | Gamba Osaka               |                     |
| 2016     | Kashima Antlers (8)     | Urawa Reds                |                     |
| 2017     | Kawasaki Frontale (1)   | Kashima Antlers           | Cerezo Osaka        |
| 2018     | Kawasaki Frontale (2)   | Sanfrecce Hiroshima       | Kashima Antlers     |
| 2019     | Yokohama F·Marinos (6)  | FC Tokyo                  | Kashima Antlers     |
| 2020     | Kawasaki Frontale (3)   | Gamba Osaka               | Nagoya Grampus      |
| 2021     | Kawasaki Frontale (4)   | Yokohama F·Marinos        | Vissel Kōbe         |
| 2022     | Yokohama F·Marinos (7)  | Kawasaki Frontale         | Sanfrecce Hiroshima |
| 2023     | Vissel Kōbe (1)         | Yokohama F·Marinos        | Sanfrecce Hiroshima |
| 2024     | Vissel Kōbe (2)         | Sanfrecce Hiroshima       | Machida Zelvia      |

### Titoli per squadra
I campionati vinti da ciascuna squadra sono elencati in ordine cronologico, dividendoli in base alla denominazione che la società utilizzava in quel periodo.
| Squadra             | Titoli | Edizioni                                                                      |
| ------------------- | ------ | ----------------------------------------------------------------------------- |
| Kashima Antlers     | 8      | 1996, 1998, 2000, 2001, 2007, 2008, 2009, 2016                                |
| Sanfrecce Hiroshima | 8      | Toyo Kogyo: 1965, 1966, 1967, 1968, 1970 2012, 2013, 2015                     |
| Tokyo Verdy         | 7      | Yomiuri: 1983, 1984, 1986-87, 1990-91, 1991-92 Verdy Kawasaki: 1993, 1994     |
| Yokohama F·Marinos  | 7      | Nissan Motors: 1988-89, 1989-90 Yokohama Marinos: 1995 2003, 2004, 2019, 2022 |
| Urawa Reds          | 5      | Mitsubishi HI: 1969, 1973, 1978, 1982 2006                                    |
| Cerezo Osaka        | 4      | Yanmar Diesel: 1971, 1974, 1975, 1980                                         |
| Júbilo Iwata        | 4      | Yamaha Motors: 1987-88 1997, 1999, 2002                                       |
| Kawasaki Frontale   | 4      | 2017, 2018, 2020, 2021                                                        |
| Shonan Bellmare     | 3      | Fujita Kogyo: 1977, 1979, 1981                                                |
| Gamba Osaka         | 2      | 2005, 2014                                                                    |
| JEF United          | 2      | Furukawa Electric: 1976, 1985-86                                              |
| Kashiwa Reysol      | 2      | Hitachi: 1972 2011                                                            |
| Vissel Kōbe         | 2      | 2023, 2024                                                                    |
| Nagoya Grampus      | 1      | 2010                                                                          |